# Amos Luzzatto
Amos Luzzatto (* 3. Juni 1928 in Rom; † 9. September 2020 in Venedig) war ein italienischer Arzt und Essayist sowie ein führendes Mitglied der jüdischen Gemeinde Roms.

## Leben
Amos Luzzatto entstammte einer Familie von italienisch-jüdischen Gelehrten. Sein Großvater mütterlicherseits war der Rabbiner, Publizist und Politiker Dante Lattes (1876–1965). Ein Vorfahre väterlicherseits, Samuel David Luzzatto (1800–1865), war ein Vertreter der Wissenschaft des Judentums in Italien.
Bis 1946 lebte Amos Luzzatto in Jerusalem. Während über 40 Jahren arbeitete er als Chirurg in verschiedenen italienischen Krankenhäusern. Als Universitätsdozent und leitender Oberarzt studierte er vor allem die Anwendung mathematischer Modelle auf den medizinisch-klinischen Forschungsbereich.
Er bezeichnete sich selbst als „Arzt – Experte für jüdische Kultur“. In der Tradition von Chaim Nachman Bialik und Achad Ha'am war er davon überzeugt, dass sich die nationale jüdische Identität in Kontinuität mit der jüdischen Geschichte und Tradition entwickeln sollte, und rief diejenigen, die diesen Weg befolgen wollen, dazu auf, nicht nur die hebräische Sprache, sondern auch die Bibel, den Talmud, die rabbinische Literatur und ihre gesamten Entwicklungen bis in die Moderne zu studieren.
Er hat italienische Übersetzungen und Kommentare des Buches Hiob (erschienen 1991 bei Feltrinelli) und des Hoheliedes verfasst (La Giuntina 1997). Zudem hat er unter anderem eine Einführung in den Midrasch (Morcelliana Verlag, Brescia, 1999) verfasst sowie eine Sammlung seiner Interviews unter dem Titel Una vita tra ebraismo, scienza e politica („Ein Leben zwischen Judentum, Wissenschaft und Politik“) herausgegeben (Morcelliana, 2003).
Zu den Büchern Ebrei moderni („Moderne Juden“, Bollati-Boringheri 1989) und Sinistra e questione ebraica („Die Linke und die jüdische Frage“, Editori Riuniti 1989) hat er mit persönlichen Essays beigetragen.
Er war leitender Redakteur der von seinem Großvater gegründeten Monatszeitschrift Rassegna Mensile d’Israel („Monatlicher Rückblick auf Israel“).
Von Juni 1998 bis Februar 2006 war er Präsident des Verbandes der jüdischen Gemeinden Italiens (Unione delle comunità ebraiche italiane - UCEI). Während seiner Amtszeit als Präsident der UCEI wurde der Europäische Tag der jüdischen Kultur (ECJC) ins Leben gerufen. Ziel von Luzzattos Arbeit war auch, die nichtjüdische Öffentlichkeit über Juden und das Judentum aufzuklären, um die jüdische Welt zu entmystifizieren und Toleranz zu fördern.